# آدالتون لوئیز جووینال
آدالتون لوئیز جووینال (به پرتغالی: Adalton Luis Juvenal) مهاجم اهل برزیل است که در شهر Conselheiro Lafaiete و در تاریخ ۳۰ ژوئن ۱۹۸۵ به دنیا آمده‌است.
آدالتون لوئیز جووینال در تیم‌های فوتبال Batatais FC سابقهٔ حضور دارد.